# モンテプルチャーノ・ダブルッツォ

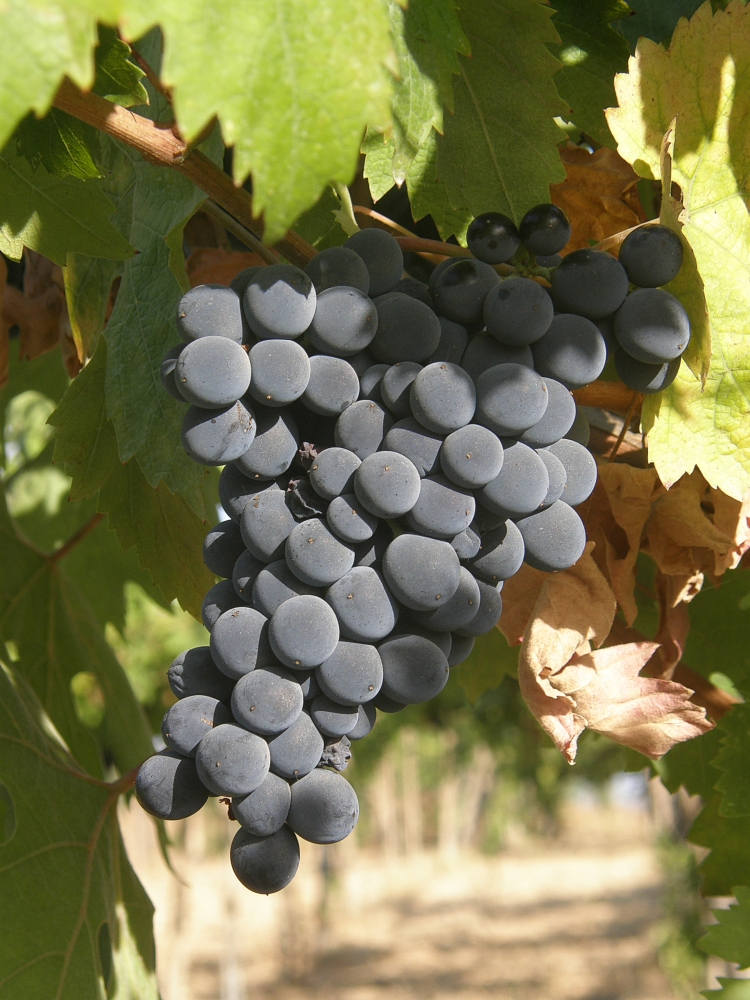
イタリア中央東部のアブルッツォ州で栽培されているモンテプルチャーノ種のブドウ

モンテプルチャーノ・ダブルッツォ (Montepulciano d'Abruzzo) は、イタリア中央東部アブルッツォ州産のワイン用ブドウ品種、モンテプルチャーノから作られる、イタリアの赤ワインである。混同してはならないのは、ヴィーノ・ノービレ・ディ・モンテプルチャーノ (Vino Nobile di Montepulciano) はトスカーナ州のワインであり、サンジョヴェーゼなどのブドウで作られているという点である。
モンテプルチャーノ・ダブルッツォは、まず1968年に原産地統制呼称 (D.O.C.) として登録された。下位区分にあたるコッリーネ・テラマーネ (Colline Teramane) は、テーラモ県のD.O.C.として1995年に設けられたが、2003年に独立した保証付原産地統制呼称 (D.O.C.G.) へ昇格し、現在はコッリーネ・テラマーネ・モンテプルチャーノ・ダブルッツォ (Colline Teramane Montepulciano d'Abruzzo) の名で知られている。20世紀末ごろから21世紀初めにかけて、モンテプルチャーノ・ダブルッツォはもっとも広く輸出されたイタリアのD.O.C.認定ワインのひとつとして評判になった。通常このワインは柔らかいタンニンをもった辛口で、若飲み用にされることが多い。
モンテプルチャーノ種のほかに、サンジョヴェーゼ種をブレンドの15%まで使用することが認められている。生産者によって2年以上の熟成を経たワインには、リゼルヴァ (Riserva) の表記を付けてもよいことになっている。

## ワイン生産地域

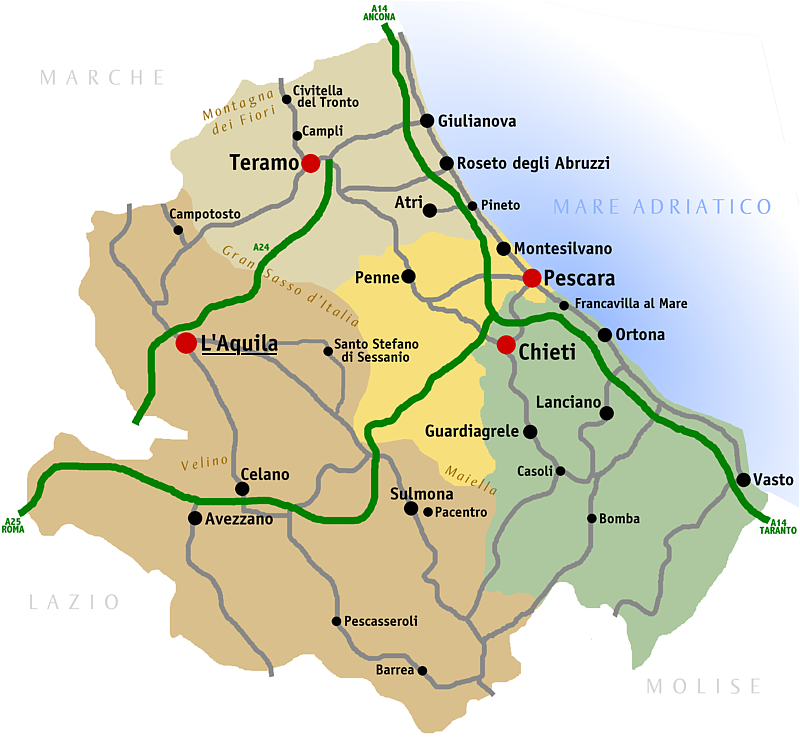
アブルッツォ州およびモンテプルチャーノ・ダブルッツォを生産している4県の地図

モンテプルチャーノ・ダブルッツォのD.O.C.認定地域の範囲は広大で、アブルッツォ州のアペニン山脈のふもとからアドリア海沿岸にまで及ぶ。アプルッツォ州はイタリアでもっとも山がちな州のひとつであり、州全体の65%以上が海抜2,750 (9000フィート) にまで達する山岳地形であると考えられている。傾斜地にあるブドウ園、特に北部のものは、石灰質粘土の土壌に設けられており、十分な量の暖かな日射とアドリア海からの乾いた風の恩恵を受けられる。
より高い品質のワインを生産する小地域を細かく定め、より厳格な条件を課すD.O.C.の規定に則って画定された下位区分地区も複数存在する。アルト・ティリーノ (Alto Tirino) 、カザウリア (Casauria) 、テアテ (Teate) 、テッレ・デイ・ペリーニ (Terre dei Peligni) 、テッレ・デイ・ヴェスティーニ (Terre dei Vestini) は、こうした下位区分地区にあたる。
モンテプルチャーノ・ダブルッツォはアブルッツォ州の全4県—ラクイラ県、キエーティ県、ペスカーラ県、テーラモ県—で生産されており、肥沃な南部のキエーティ県がワイン総生産量において最大である。山がちなラクイラ県はおもにチェラスオーロというラベル表記の辛口のロザート (ロゼワイン) で有名であり、現在チェラスオーロは別個のD.O.C.となっている。もっとも好条件のブドウ園は北部のペスカーラ県とテーラモ県にあり、後者は現在独立したD.O.C.G.の認定を受けている。この北部2県が恵まれているのは、肥沃ではない含鉄粘土と白亜質が多めの土壌をもち、アペニン山脈がアドリア海に近いことによって標高が高いためである。これによって、より凝縮したワインを生み出しやすい冷涼な微気候が生まれるのである。
2014年時点で、このD.O.C.の栽培面積は約8,718ヘクタール (21,540エーカー) 、ワインの生産量は857,500ヘクトリットルであり、そのうち3分の2以上がキエーティ県産のワインであった。

## D.O.C.認定条件

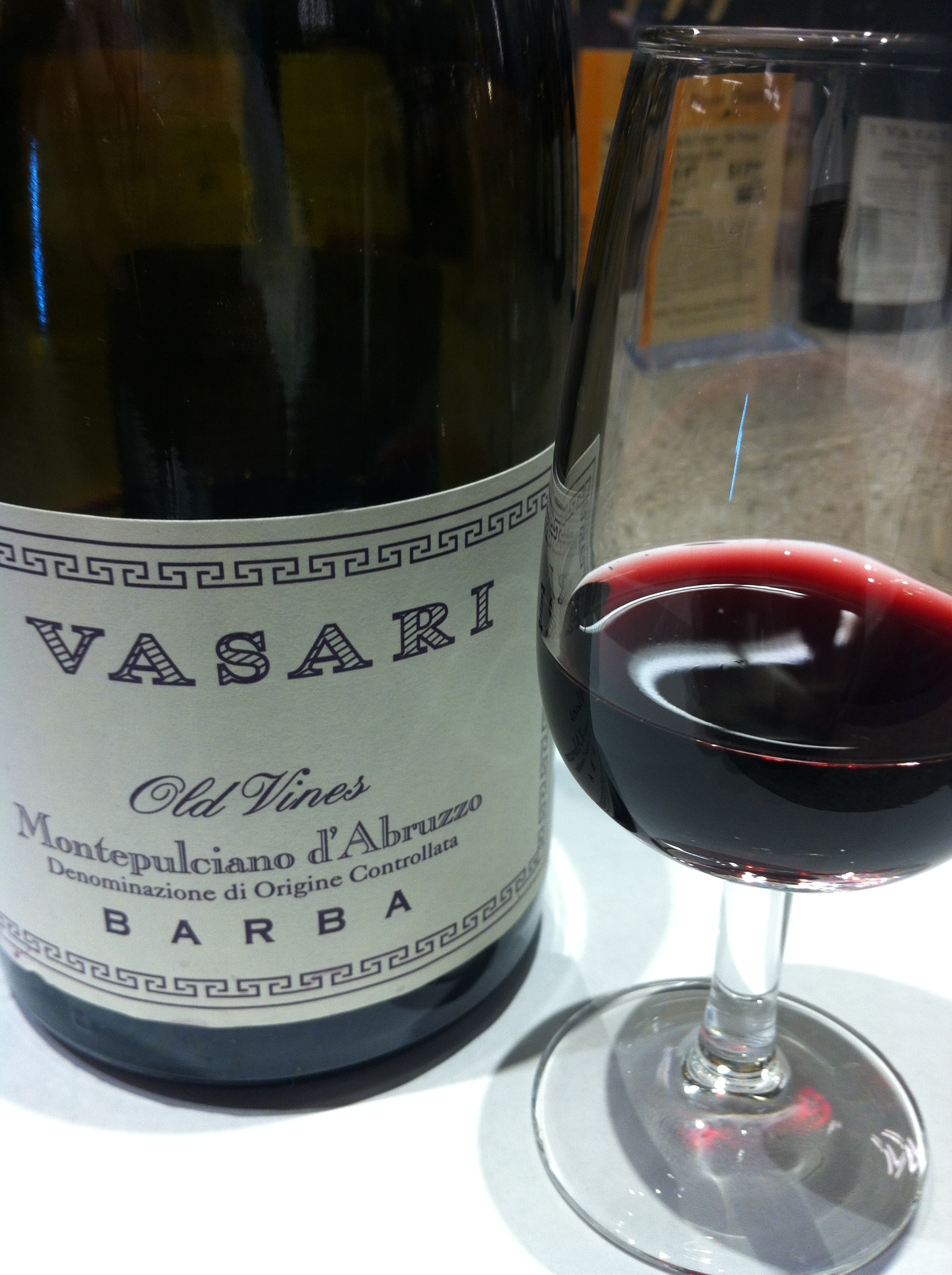
このモンテプルチャーノ・ダブルッツォのラベルには、ブドウの古樹を使用しているという表示がある。

イタリアのワイン法に基づき、モンテプルチャーノ・ダブルッツォ DOCのワインにはモンテプルチャーノを85%以上しなければならず、残りの部分はサンジョヴェーゼを15%まで使用することが認められている。収穫するブドウの収量は1ヘクタールあたり14トンを超えてはならない。ワインは出荷するまでに最低5ヶ月は熟成させなければならず、リゼルヴァのラベル表記があるボトルの場合、木樽内で9ヶ月以上、その期間も合わせて計2年以上の熟成が必要となる。さらにアルコール度数は12%以上、リゼルヴァの場合は12.5%以上なければいけない。
このD.O.C.の下位区分地区の認定条件は、モンテプルチャーノの比率や最低アルコール度数はより高く、収量は少なく、熟成期間は長くなるなど、さらに厳格になる。たとえば、カザウリアという下位区分に必要な条件は、100%モンテプルチャーノを使用することしか認めず、アルコール度数は13%以上 (リゼルヴァならば13.5%以上) 、熟成は樽内での9ヶ月以上を含む18ヶ月 (リゼルヴァの場合は24ヶ月) となっている。
もっと軽口のロザート方式のワインは、以前は同じD.O.C.として扱っていたが、2010年に切り離されてチェラスオーロ・アブルッツォ (Cerasuolo d'Abruzzo) という新D.O.C.となった。

### コッリーネ・テラマーネ DOCG
モンテプルチャーノ・ダブルッツォのD.O.C.認定地域内には、コッリーネ・テラマーネ (テーラモ丘陵地の意) というテーラモ県で生産されるD.O.C.G.があり、テーラモおよびその周辺の30のコムーネにブドウ園がある。当初はD.O.C.として1995年に認定を受け、2003年にD.O.C.G.の地位に昇格した。このワインの規格はモンテプルチャーノ・ダブルッツォと似通っているが、モンテプルチャーノを90%以上使用することが必要で、サンジョヴェーゼの使用は最大10%まで認められている点が異なる。

## ワインの特徴

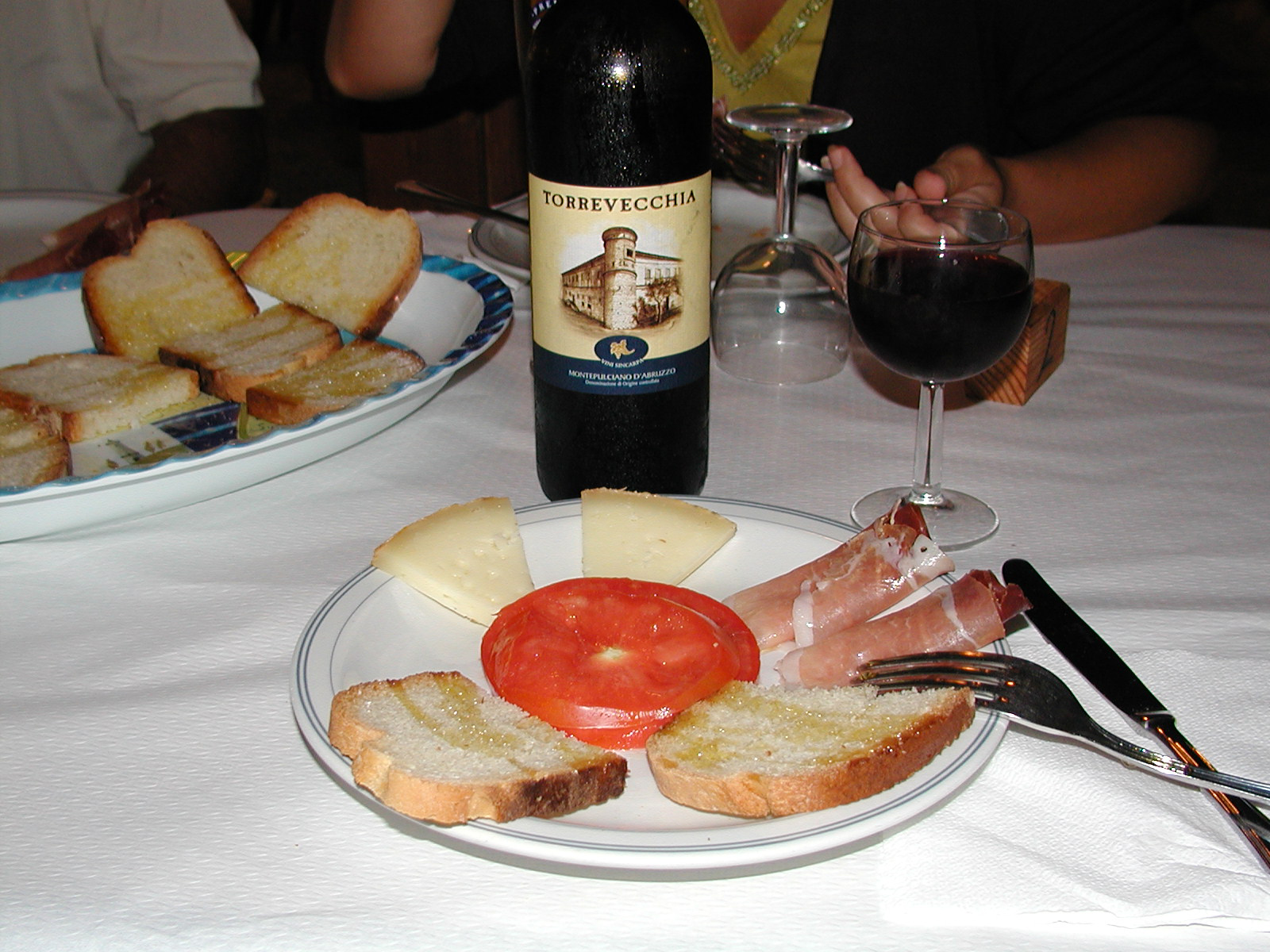
モンテプルチャーノ・ダブルッツォは食事と共に供されることが多い。

ワイン専門家のオズ・クラークによると、モンテプルチャーノ・ダブルッツォはコショウなどスパイスの特徴をもつ、色調の濃いワインであることが多いという。「洗練されていない」という形容を受けることもあるが、クラークによれば、食事と一緒に供される場合にはそのように言われることは少なくなる。マスター・オブ・ワインのメアリー・ユーイング＝マリガンは、このワインのことをアロマとタンニンに富み、酸は少なめと評している。 イタリアワインの専門家ジョー・バスティアニッチによると、モンテプルチャーノ・ダブルッツォは土質系およびブラックベリーのアロマが強く、色調は暗紫色で、濃厚で粘性すら感じそうな口当たりのワインになることもあるという。
モンテプルチャーノ・ダブルッツォは若飲み用にされることが多い一方、熟成に足る力も備えており、コントログエッラのワイナリー、イルミナーティのステファノ・イルミナーティのような生産者は、このワインは10年経ってもあまり変化しないため、有利な点と不利な点があると述べている。というのも、「一方では長期間寝かせたモンテプルチャーノ [ダブルッツォ] を開けてもまだフレッシュかつフルボディでいてくれるが、他方では熟成とともに生まれるより複雑な副次的アロマが得られるとは限らない」からである。

### チェラスオーロ

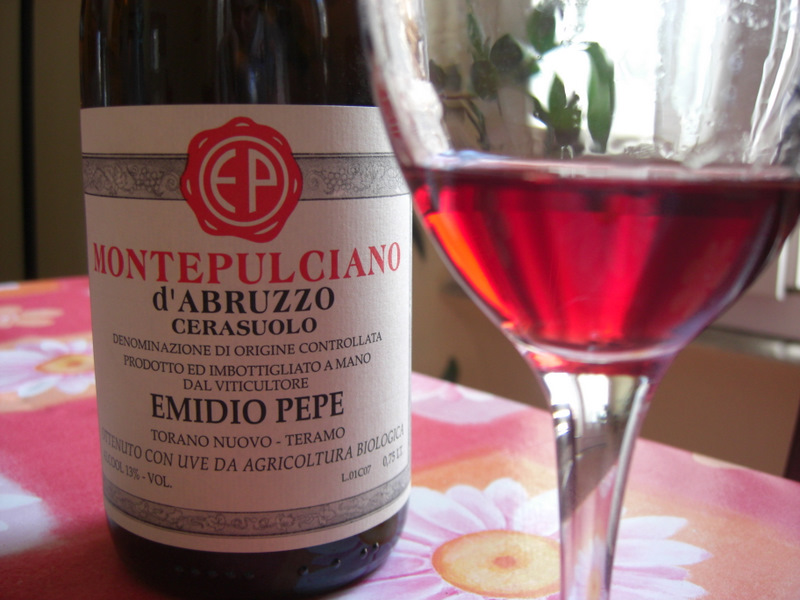
モンテプルチャーノから作られたロザート (ロゼ) ワイン、チェラスオーロ

2010年から別個のD.O.C.となった、このロゼワイン (ロザート) タイプのモンテプルチャーノ・ダブルッツォは、「チェリーレッド」を意味するチェラスオーロ (Cerasuolo) のラベル表記があり、色素を多く含むモンテプルチャーノのブドウ果皮はごくわずかな浸漬でも濃い色調をもたらすことと関係している。バスティアニッチによると、チェラスオーロはイタリアのロザートにしては飲みごたえのあるミディアムボディのワインとなり、オレンジピールやシナモン、イチゴやドライチェリーのアロマをもつ傾向があるという。2010年にこのワインのためのD.O.C.が設けられ、チェラスオーロ・ダブルッツォ (Cerasuolo d'Abruzzo) の名称で知られることとなった。「チェラスオーロ」という言葉はチェラスオーロ・ディ・ヴィットーリア (Cerasuolo di Vittoria) を指すこともあり、こちらはネロ・ダヴォラ種とフラッパート種で作られるシチリアのD.O.C.G.認定辛口赤ワインであり、チェラスオーロ・ダブルッツォとは関係がない。